# غريفيتسه
غريفيتسه (بالبولندية: Gryfice) (كاشوبية: Grëfice)، وكان اسمها الألماني سابقا غرايفنبرغ (بالألمانية: Greifenberg)، هي مدينة في بوميرانيا شمال غرب بولندا وتعدادها 16,322 نسمة (2008). وهي عاصمة مقاطعة غريفيتسه في محافظة غرب بوميرانيا (منذ عام 1999)، وكانت سابقا في محافظة شتشيتسين (1975-1998).

## التاريخ
وقعت معركة نييكوادج Niekładź في منطقة غريفيتسه في عام 1121، حيث هزم الحاكم البولندي بوليسلاف الثالث نظيره فارتيسلاف الأول دوق بوميرانيا وسفانتوبولك الأول دوق بوميرانيا.
في عام 1262، أسس فارتيسلاف الثالث دوق بوميرانيا مدينة بموجب قانون لوبيك على نهر ريغا في التوسع الألماني الشرقي. بعد وفاته، قام خليفته، بارنيم الأول، بتسميته المستوطنة «مدينة غريفمبيرخ على ريغا» Civitat Griphemberch super Regam. تعني غريفنبريخ «جبل الجريفين» على شعار النبالة الخاص بدوق بوميرانيا. في عام 1365، دخلت المدينة في الرابطة الهانزية وازدهرت بسبب حق الملاحة الحرة على نهر ريغا.
تم بناء سور المدينة وبدأ بناء كنيسة القديسة مريم في نهاية القرن الثالث عشر. ذكر وجود مدرسة لاتينية في وثيقة من عام 1386، والتي توصف عموما بأنها الأقدم في بوميرانيا. أصبحت غرايفينبرغ جزءا من براندنبورغ بروسيا عام 1648 بعد وفاة آخر دوق بوميراني ومعاهدة وستفاليا ثم جزء من ألمانيا الإمبراطورية في عام 1871. في عام 1818 أصبحت المدينة عاصمة منطقة غرايفينبرغ (Kreis Greifenberg).
في عام 1894 تم توصيل البلدة بخط سكة حديد ألتدام - كولبيرج. وفي 1 يوليو 1896، تم فتح غرايفينبرغر كلاينبان، وهو خط سكة حديد ضيق يستخدم اليوم كمتحف السكك الحديدية.
غزا الجيش الأحمر السوفياتي المدينة في نهاية الحرب العالمية الثانية، ودمرت النيران ما يقرب من 40 بالمائة من المدينة. أعيدت تسمية المدينة من غرايفينبرغ إلى غريفيتسه عندما أصبحت تحت حكم بولندا بعد التغييرات الحدودية ما بعد الحرب. تم طرد سكانها الألمان وأعيد تأهيلها بالسكان البولنديين، وأغلبهم تم طردهم أنفسهم من المناطق البولندية التي ضمها الاتحاد السوفياتي.

## التركيبة السكانية
قبل نهاية الحرب العالمية الثانية، كان أغلب السكان (الألمان آنذاك) من البروتستانت. وثم أصبحت الغالبية من الكاثوليك مع تحولها إلى مدينة بولندية بعد الحرب العالمية الثانية.
| السنة | السكان | ملاحظات                                                |
| ----- | ------ | ------------------------------------------------------ |
| 1740  | 1,724  |                                                        |
| 1782  | 1,890  | تضم 20 من اليهود.                                      |
| 1794  | 2,138  | تضم 19 من اليهود.                                      |
| 1812  | 2,445  | تضم 15 من الكاثوليك و35 من اليهود.                     |
| 1816  | 2,610  | تضم 44 من الكاثوليك و35 من اليهود.                     |
| 1831  | 3,272  | تضم 13 من الكاثوليك و82 من اليهود.                     |
| 1843  | 4,027  | تضم 9 من الكاثوليك و132 من اليهود.                     |
| 1852  | 4,886  | تضم 15 من الكاثوليك و129 من اليهود.                    |
| 1861  | 5,361  | تضم 31 من الكاثوليك و134 من اليهود.                    |
| 1900  | 6,477  |                                                        |
| 1925  | 8,370  | تضم 10 من الكاثوليك و80 من اليهود و630 آخرين.          |
| 1939  | 10,800 |                                                        |
| 1946  | 4,900  | بعد طرد الألمان في الحرب العالمية الثانية وخسائر الحرب |
| 1950  | 8,700  |                                                        |
| 1960  | 11,600 |                                                        |
| 1970  | 13,200 |                                                        |
| 1980  | 15,300 |                                                        |
| 1990  | 17,600 |                                                        |
| 2000  | 17,300 |                                                        |

## وصلات خارجية
- Official website (بالبولندية)
- narrow-gauge railway museum (بالألمانية)

- Jewish Community in Gryfice on Virtual Shtetl